# Wapen van Herwijnen

Het wapen van Herwijnen

Het wapen van Herwijnen werd op 7 oktober 1818  per besluit door de Hoge Raad van Adel aan de Gelderse gemeente Herwijnen bevestigd. Vanaf 1986 is het wapen niet langer als gemeentewapen in gebruik omdat de gemeente Herwijnen opging in de gemeente Vuren, die zich begin 1987 hernoemde in Lingewaal. In het wapen van Lingewaal is in het (heraldisch) linkerhelft het wapen van Herwijnen opgenomen.

## Blazoenering
De blazoenering van het wapen luidt als volgt:
Van rood, beladen met twee gouden dwarsbalken.

## Verklaring
Het wapen is gebaseerd op het wapen van familie Van Herwijnen. Zij voerden eerst een enkele dwarsbalk, maar vanaf 1386 komt het wapen met twee dwarsbalken voor. Mede op basis van dit wapen wordt een verwantschap verondersteld met een belangrijk Frans geslacht, De Harcourt

## Verwante wapens

Familiewapen van De Harcourt
Wapen van Lingewaal

Aalst · 
Ammerzoden · 
Angerlo · 
Appeltern · 
Batenburg · 
Beesd · 
Beltrum · 
Bemmel · 
Bergharen · 
Bergh · 
Beusichem · 
Borculo · 
Brakel · 
Buurmalsen · 
Deil · 
Didam · 
Dinxperlo · 
Dodewaard ·
Doornspijk ·
Dreumel ·
Driel ·
Echteld ·
Eibergen ·
Elst ·
Est en Opijnen ·
Everdingen ·
Ewijk ·
Gameren ·
Geesteren · 
Geldermalsen · 
Gendringen · 
Gendt ·
Groenlo ·
Groesbeek ·  
Haaften ·
Hedel ·
's-Heerenberg ·
Heerewaarden ·
Hemmen ·
Hengelo ·
Herwen en Aerdt ·
Herwijnen ·
Heteren ·
Heukelum ·
Hoevelaken ·
Horssen ·
Huissen ·
Hummelo en Keppel ·
Hurwenen  ·
Kerkwijk ·
Keppel ·
Kesteren ·
Laren · 
Lichtenvoorde ·
Lienden ·
Lingewaal · 
Maurik ·
Millingen aan de Rijn ·
Nederhemert ·
Neede ·
Neerijnen ·
Netterden ·
Niftrik ·
Nijbroek ·
Ophemert ·
Overasselt ·
Pannerden ·
Poederoijen · 
Renkum ·
Rijnwaarden ·
Rossum ·
Ruurlo ·
Steenderen ·
Terborg ·
Twello ·
Ubbergen ·
Valburg ·
Varik ·
Vorden ·
Vuren ·
Waardenburg ·
Wadenoijen ·
Wamel ·
Wehl ·   
Warnsveld ·
Wisch ·
Zeddam ·
Zelhem ·
Zoelen ·
Zuilichem 

Dorps-, heerlijkheids- en stadswapens: 

Acquoy 
· Baak 
· Barlham 
· Bredevoort 
· Doreweerd 
· Elden
· Enspijk 
· Gellicum 
· Groessen 
· Hakfort 
· Hellouw 
· IJzendoorn 
· Kell  
· Lede en Oudewaard 
· Lichtenberg 
· Loil 
· Maasbommel 
· Meijnerswijk 
· Meteren 
· Middagten 
· Rhenoy 
. Rumpt
· Tricht 
· Verwolde 
· Wildenborch